# Anomalon
Anomalon is een geslacht van insecten uit de orde vliesvleugeligen (Hymenoptera) en de familie Ichneumonidae.

## Soorten
- A. acevedoi Gauld & Bradshaw, 1997
- A. afflictum Theobald, 1937
- A. ambonense Kusigemati, 1984
- A. amseli (Hedwig, 1961)
- A. anae Gauld & Bradshaw, 1997
- A. arcuatum Dasch, 1984
- A. arizonicum Dasch, 1984
- A. ashmeadi Townes, 1966
- A. australense (Morley, 1912)
- A. avanzoi Gauld & Bradshaw, 1997
- A. californicum (Cresson, 1879)
- A. canadense (Provancher, 1879)
- A. canoae Gauld & Bradshaw, 1997
- A. cerdasi Gauld & Bradshaw, 1997
- A. concolor (Szepligeti, 1906)
- A. confertum Brues, 1910
- A. constrictum Dasch, 1984
- A. coreanum (Uchida, 1928)
- A. cotoi Gauld & Bradshaw, 1997
- A. cruentatum (Geoffroy, 1785)
- A. cuetoi Gauld & Bradshaw, 1997
- A. curvatum Dasch, 1984
- A. chinense (Kokujev, 1915)
- A. deletum Brues, 1910
- A. duniae Gauld & Bradshaw, 1997
- A. ejuncidum Say, 1835
- A. excisum Brues, 1910
- A. extenuator (Fabricius, 1804)
- A. fermini Gauld & Bradshaw, 1997
- A. flavolabes Townes, 1966
- A. flavomaculatum (Cameron, 1905)
- A. floridanum Dasch, 1984
- A. flosmaculum Wang, 1982
- A. formosanum (Uchida, 1928)
- A. frontale Cushman, 1937
- A. fulvomaculum Wang, 1982
- A. fulvopedes Wang, 1982
- A. fuscatum (Cresson, 1865)
- A. fuscipenne (Tosquinet, 1900)
- A. fuscipes (Cameron, 1886)
- A. glabrum Dasch, 1984
- A. guisellea Gauld & Bradshaw, 1997
- A. hengduanense Wang, 1985
- A. intermedium (Szepligeti, 1906)
- A. japonicum (Uchida, 1928)
- A. karlae Gauld & Bradshaw, 1997
- A. kozlovi (Kokujev, 1915)
- A. kurumense Kusigemati, 1983
- A. kusigematii Momoi, 1968
- A. laticeps Rudow, 1883
- A. levipectus (Enderlein, 1921)
- A. luteum Rudow, 1883
- A. menlongelum Wang, 1982
- A. menlongus Wang, 1982
- A. minimum (Ashmead, 1894)
- A. miocenicum Cockerell, 1919
- A. montanum Dasch, 1984
- A. morleyi Gauld, 1976
- A. nepalense Kusigemati, 1987
- A. nigribase Cushman, 1937
- A. nigrum (Cameron, 1886)
- A. nirvanum (Morley, 1926)
- A. novemmaculatum Kusigemati, 1991
- A. novoguineense (Szepligeti, 1906)
- A. ocellatum Dasch, 1984
- A. ohharai Kusigemati, 1983
- A. ovandoi Gauld & Bradshaw, 1997
- A. pabloi Gauld & Bradshaw, 1997
- A. palaeon Weyenbergh, 1874
- A. pardalus (Masi, 1932)
- A. petronae Gauld & Bradshaw, 1997
- A. picticorne (Viereck, 1912)
- A. planobucca Lee, 2007
- A. primum (Morley, 1912)
- A. protogaeum Heer, 1850
- A. punctatulum (Seyrig, 1935)
- A. reticulatum (Cresson, 1865)
- A. rufipes (Cameron, 1906)
- A. rufiventris Rudow, 1883
- A. rufopetiolatum Kusigemati, 1987
- A. secernendum Costa, 1886
- A. sinuatum (Morley, 1912)
- A. subxishuangum Wang, 1982
- A. teresscutella Lee, 2007
- A. texanum (Cresson, 1872)
- A. tisisthenes (Morley, 1926)
- A. ugaldei Gauld & Bradshaw, 1997
- A. variistriatum (Morley, 1912)
- A. venustulum (Tosquinet, 1896)
- A. victorovi Momoi, 1968
- A. villegasi Gauld & Bradshaw, 1997
- A. vivum Cresson, 1879
- A. xishuangus Wang, 1982
- A. yescai Gauld & Bradshaw, 1997
- A. yoshiyasui Kusigemati, 1985